# Salmo 98
Il salmo 98 (97 secondo la numerazione greca) costituisce il novantottesimo capitolo del Libro dei salmi.